# Права из пензијског и инвалидског осигурања професионалних војних лица Србије
Права из пензијског и инвалидског осигурања професионалних војних лица Србије су људска, радна и социјална права која остварује ова категорија лица на основу Закона о пензијском и инвалидском осигурању, који се примењују од 1. јануара 2012. године и Закона о изменама и допунама Закона о пензијском и инвалидском осигурању. којима је утврђен круг осигураника запослених и регулисано подношење пријава података за матичну евиденцију о осигураницима, као и стицање и остваривање права на пензију одређених категорија осигураника под посебним условима.

## Стаж осигурања
Стаж осигурања професионалних војних лица навршен од 1. јануара 1973. године на територији Србије признаје се у складу са одредбама споразума о социјалном осигурању закљученим са републикама бивше СФР Југославије. 

## Категорије професионалних војних лица
Права из пензијског и инвалидског осигурања професионалних војних лица Србије могу да остваре  према Закону о Војсци Србије, следеће три категорије професионална војна лица:
Официр — лице високог образовања, које је оспособљено за обављање војних дужности и које је у радном односу на неодређено време, односно на одређено време.
Подофицир — лице које је стекло најмање средње образовање, и оспособљено је за обављање војних дужности, које је у радном односу на неодређено време, односно на одређено време.
Професионални војник — лице које има најмање основно образовање, које је одслужило војни рок под оружјем или је на други начин војно обучено и које је у радном односу на одређено време ради обављања војних дужности.